# Mozartstraße 11 (Mönchengladbach)

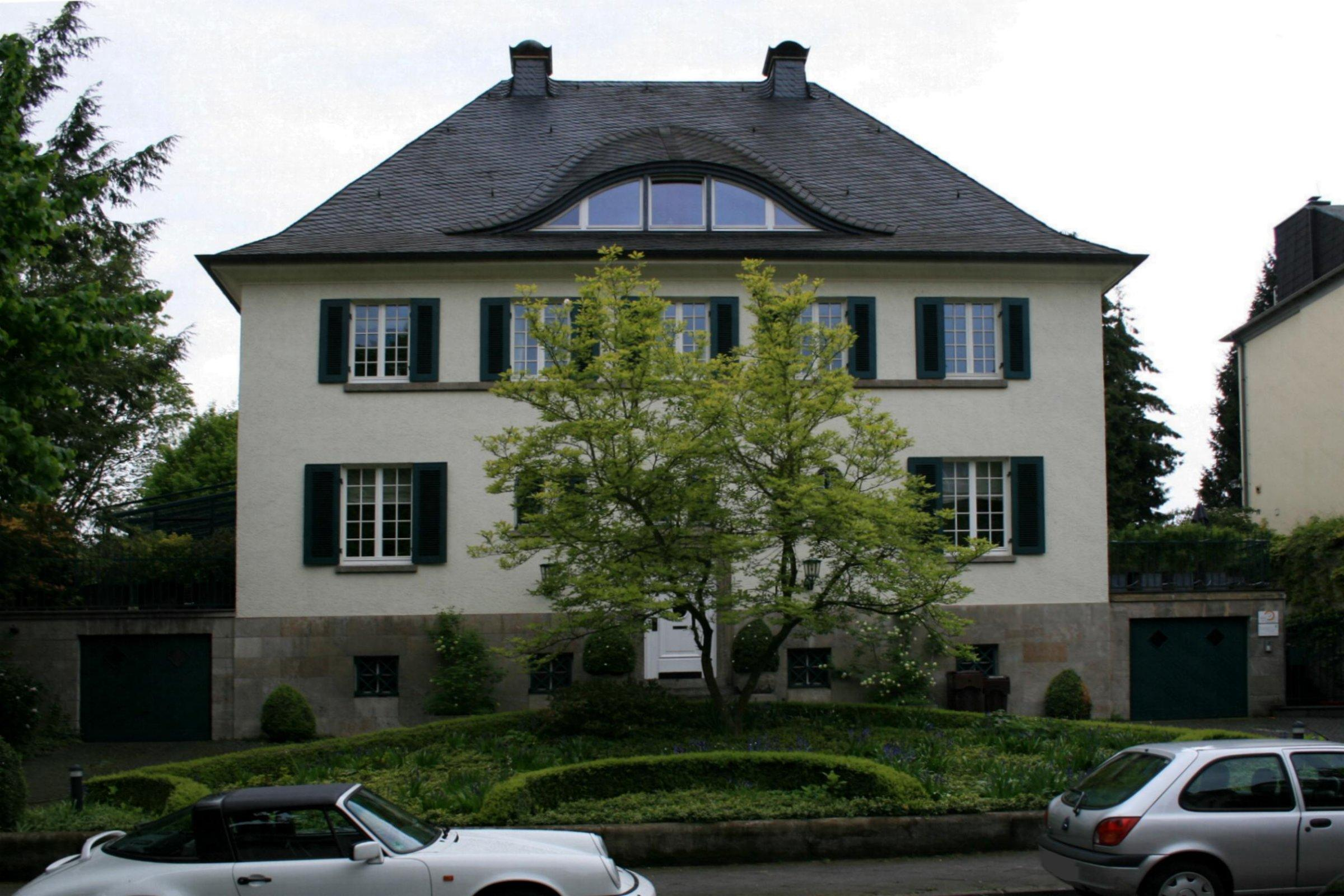
Stadtvilla (2010)

Die Stadtvilla Mozartstraße 11 steht in Mönchengladbach (Nordrhein-Westfalen).
Das Gebäude wurde 1922  erbaut. Es wurde unter Nr. M 044 am 17. Mai  1989 in die Denkmalliste der Stadt Mönchengladbach eingetragen.

## Lage
Die ursprünglich freistehende Villa befindet sich in dem um und nach 1900 entstandenen Villengebiet der Beethoven- und Mozartstraße.

## Architektur
Bei dem Objekt handelt es sich um eine zweigeschossige Villa mit Mansarddach. Das Gebäude ist aus siedlungsgeschichtlichen und bauhistorischen Gründen von Bedeutung.